# Irving Plaza

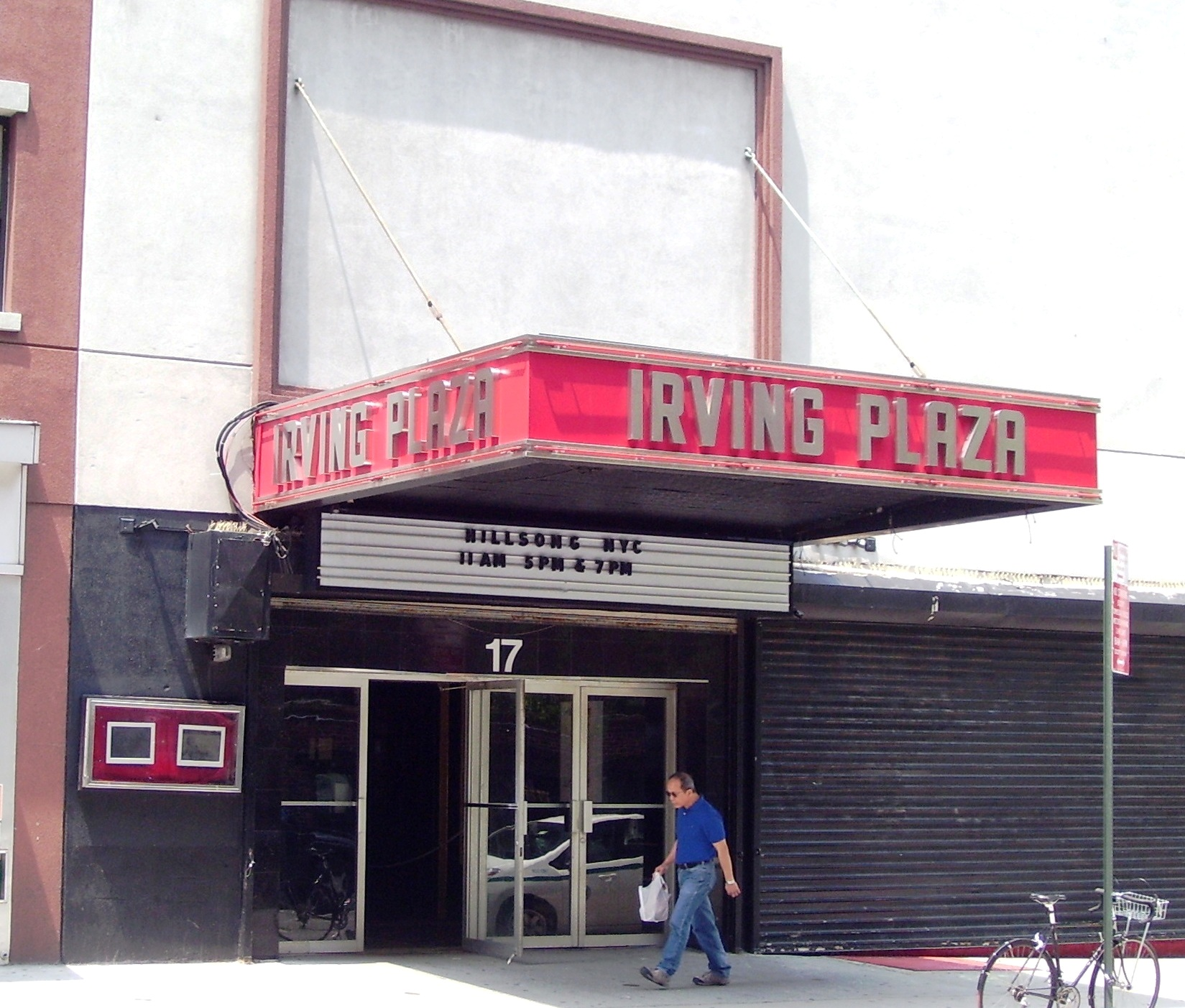
L'entrée de la boîte de nuit Irving Plaza.

Irving Plaza est une boîte de nuit située au 17, Irving Place et à la 15e Rue Est à New York. Depuis le 11 avril 2007, elle est connue sous le nom de The Fillmore New York at Irving Plaza. La salle peut contenir 1 200 personnes. Le bâtiment date de 1914.
La discothèque est ouverte aux majeurs et aux mineurs de 16 ans et plus (accompagnées par un adulte), et accueille groupes locaux ou en tournée, théâtre, danse, et musique pour des événements de genres variés.
À la fin des années 1970, le dancing   polonais est transformé en salle de spectacle, pour des concerts rock, par Andrew Rasiej. Au cours du temps, la salle a servi de siège aux vétérans de l'Armée polonaise, de salle de théâtre Yiddish, ou burlesque (Gypsy Rose Lee y a joué), ou encore de ring de boxe.
Live Nation, une application secondaire de Clear Channel Communications, rénove et rouvre Irving Plaza sous le nom "Fillmore New York At Irving Plaza" le 11 avril 2007, avec la chanteuse britannique Lily Allen en spectacle d'ouverture. Le Fillmore East voisin du Irving Plaza est une scène rock célèbre entre 1968 et 1971.